# Bela Reka (Šabac)
Bela Reka (em cirílico: Бела Река) é uma vila da Sérvia localizada no município de Šabac, pertencente ao distrito de Mačva, na região de Mačva. A sua população era de 809 habitantes segundo o censo de 2002.

## Demografia
| 1948  | 1953  | 1961  | 1971  | 1981  | 1991  | 2002 | 2011 |
| ----- | ----- | ----- | ----- | ----- | ----- | ---- | ---- |
| 1 333 | 1 335 | 1 256 | 1 148 | 1 133 | 1 048 | 917  | 809  |